# Kanton Venaco
Der Kanton Venaco war bis 2015 ein französischer Wahlkreis im Arrondissement Corte, im Département Haute-Corse und in der Region Korsika. Sein Hauptort war Venaco.
Der sechs Gemeinden umfassende Kanton war 184,22 km² groß und hatte 2264 Einwohner (Stand: 2012).

## Gemeinden
| Gemeinde               | Einwohner | Code postal | Code Insee |
| ---------------------- | --------- | ----------- | ---------- |
| Casanova               | 264       | 20250       | 2B074      |
| Muracciole             | 38        | 20219       | 2B171      |
| Poggio-di-Venaco       | 136       | 20250       | 2B238      |
| Riventosa              | 188       | 20250       | 2B260      |
| Santo-Pietro-di-Venaco | 198       | 20250       | 2B315      |
| Venaco                 | 657       | 20231       | 2B341      |
| Vivario                | 509       | 20219       | 2B354      |